# Jock Aird
Pour les articles homonymes, voir Aird.
John Rae Aird dit Jock Aird (né le 18 décembre 1926 à Glencraig et mort le 29 juin 2021) est un footballeur écossais et néo-zélandais des années 1950.

## Biographie
En tant que défenseur, Jock Aird fut international écossais à quatre reprises (1954) pour aucun but inscrit et international néo-zélandais à deux reprises (1958) pour un but inscrit. Il participa aux deux matchs de l'Écosse à la Coupe du monde de football de 1954, mais il fut éliminé au premier tour.
Il commença sa carrière en Angleterre, à Burnley FC, pendant sept saisons, mais il ne remporta rien. Il s'en alla en Nouvelle-Zélande, à Eastern Union FC, ne remportant aucun titre. Il finit sa carrière en Australie, au Sydney Hakoah, remportant des coupes et des championnats de Nouvelle Galles du Sud.

## Clubs
- 1948–1955 :  Burnley FC
- 1955–1958 :  Eastern Union FC
- 1959–19?? :  Sydney Hakoah

## Palmarès
- Championnat de la fédération de Nouvelle Galles du Sud : 1961 et 1962
- Coupe de la fédération de la Nouvelle Galles du Sud : 1959, 1961 et 1963